# Nedunalvadai
| Sangam-Literatur |
| --- |
| Ettuttogai („acht Anthologien“) |
| - Natrinai - Kurundogai - Aingurunuru - Paditruppattu - Paripadal - Kalittogai - Agananuru - Purananuru                                                                             |
| Pattuppattu („zehn Gesänge“) |
| - Tirumurugatruppadai - Porunaratruppadai - Sirupanatruppadai - Perumbanatruppadai - Mullaippattu - Maduraikkanchi - Nedunalvadai - Kurinchippattu - Pattinappalai - Malaipadukadam |

Das Nedunalvadai (நெடுநல்வாடை Neṭunalvāṭai [ˈneɖɯnalvaːɖɛi̯ ] „der lange gute Nordwind“) ist ein Werk der alttamilischen Sangam-Literatur. Es handelt sich um ein längeres Einzelgedicht in einer Mischform der Genres der Liebes- und Heldendichtung (agam und puram). Innerhalb der Sangam-Literatur gehört es zur Gruppe der „zehn Gesänge“ (Pattuppattu).
Das Nedunalvadai hat eine Länge von 188 Zeilen und ist im Agaval-Versmaß verfasst. Es wird dem Autor Nakkirar zugeschrieben. Der Text ist in einer Mischform der Genres der Liebes- und Heldendichtung (agam und puram) verfasst. Das Gedicht handelt von einer Frau die auf die Rückkehr ihres Mannes, der sie wegen eines Feldzugs verlassen musste, wartet. Der Fokus verlagert sich schrittweise vom Land, wo die Hirten unter Regen und Kälte leiden, in die Stadt, und dann über die Straßen der Stadt und durch die Palasttore in das Schlafgemach der Königin, die sich nach ihrem abwesenden Mann verzehrt. Dann wechselt die Szene in das Heerlager des Königs, das ausführlich beschrieben wird. Während das sehnsuchtsvolle Warten der Frau ein konventionelles Thema der alttamilischen Liebesdichtung (agam) ist, ist die Beschreibung des Heerlagers dem Genre der Heldendichtung (puram) zuzuordnen. Der Held des Gedichts wird traditionell mit dem Pandya-König Neduncheliyan identifiziert, auch wenn sein Name im Text selbst nicht erwähnt wird.
Die Datierung der Sangam-Literatur ist höchst unsicher. Anhand sprachlicher und stilistischer Kriterien wird für das Nedunalvadai aber ein Entstehungszeitraum im 4. Jahrhundert vorgeschlagen.